# ラバンジュロール
ラバンジュロール（英: Lavandulol）は、ラベンダー油 (Lavender_oil) やラバンジン (Lavandula angustifolia) 油に含まれるモノテルペンアルコールの一種。(R)-体と(S)-体の異性体が存在する。(R)-体はレモンのような柑橘香を帯びた、ほのかなフローラル、ハーバルな香りを持つが、(S)-体の香りはわずかである。
ラバンジュロールおよびそのエステルはラベンダー、ベルガモット、クラリセージなどの高級化粧品・香水原料として用いられ、昆虫のフェロモンとしても同定されている。

## 製法
一般に、メチルヘプテノンとホルムアルデヒドからプリンス反応により合成される。